# أوختيركا
أوختيركا هي مدينة من مدن أوكرانيا. يبلغ عدد سكانها 50100 نسمة وذلك حسب إحصائيات سنة 2004. يبلغ ارتفاع المدينة عن سطح البحر قرابة 110 متر. تبلغ مساحتها 30 كم².